# 武者小路実建
武者小路実建（むしゃのこうじ さねたけ、文化7年（1810年）2月30日 - 文久3年（1863年）6月24日）は、幕末の公卿。
安政5年（1858年）、日米修好通商条約締結に反対し、嫡男の武者小路公香とともに廷臣八十八卿列参事件に参加した。

## 官歴
- 文化10年（1813年）：従五位下
- 文化14年（1817年）：従五位上
- 文政4年（1821年）：正五位下
- 文政7年（1824年）：尾張権介
- 文政8年（1825年）：従四位下
- 文政12年（1829年）：従四位上
- 天保4年（1833年）：正四位下
- 天保10年（1833年）：侍従
- 天保13年（1836年）：左権少将
- 天保14年（1837年）：但馬権介
- 弘化4年（1847年）：近江介、権中将
- 嘉永4年（1851年）：従三位
- 安政2年（1855年）：正三位

## 系譜
- 父：武者小路公隆
- 子：武者小路公香